# Về nghe mẹ ru
"Về nghe mẹ ru" là một ca khúc với sự kết hợp của nhiều dòng nhạc khác nhau được trình bày bởi Nghệ sĩ Nhân dân Bạch Tuyết, ca sĩ Hoàng Dũng và rapper 14 Casper do nhạc sĩ Hứa Kim Tuyền soạn nhạc với phần lời sáng tác bởi NSND Bạch Tuyết và rapper 14 Casper. Ca khúc được xem là một tác phẩm hòa quyện giữa yếu tố truyền thống và hiện đại. Đánh dấu lần hợp tác đặc biệt giữa Bạch Tuyết và Hứa Kim Tuyền.
Với giai điệu ballad êm dịu, nhẹ nhàng xen lẫn trong thanh âm R&B đường phố sôi động nhưng không quá ồn ào và mix & match với điệu "Lý con sáo" cùng 8 nhịp chót của câu 6 bản vọng cổ. Đặc biệt hơn Hoàng Dũng lại là một nghệ sĩ miền Bắc, nhưng lại trình bày một đoạn nhạc cải lương truyền thống của miền Nam. Ca khúc đã được phát hành trên YouTube vào tháng 4 năm 2022.
Sau khi đoạt giải Vàng của MMA Smarties, TikTok Awards Việt Nam và lên xu hướng trên YouTube, ca khúc Về nghe mẹ ru được đánh giá đã thành công trong nhờ sự kết hợp giữa rap và cải lương. Tại đêm trao giải Làn Sóng Xanh 2022, ca khúc đã đoạt giải ở hạng mục Sự kết hợp xuất sắc.

## Sản xuất
Dự án "Về nghe mẹ ru" do NSND Bạch Tuyết khởi xướng nhân dịp bà trở lại làm Giám khảo cuộc thi vinh danh nghệ thuật cải lương - Trăm năm ánh Việt và sau khi bà thấy sự mai một của loại hình cải lương, mong muốn thế hệ trẻ biết nhiều hơn về loại hình nghệ thuật này. Nghệ sĩ Bạch Tuyết cho biết trong khi lướt mạng xã hội, bà đã xem nhiều video các bạn trẻ hát làn điệu vọng cổ. Từ đó, bà đã nảy ra ý tưởng ra mắt một nhạc phẩm đậm chất ngũ cung nhưng phảng phất giai điệu hiện đại của R&B, hip-hop.
Với tôi, cải lương luôn đi cùng đời sống, chạm đến cội nguồn cảm xúc dù bị nhiều người xem là 'quê mùa'. Cải lương dìu dắt, cưu mang tôi, là nhịp cầu bền bỉ kết nối tôi với thế hệ hôm nay và mai sau— NSND Bạch Tuyết

Nghệ sĩ Bạch Tuyết cũng là người ngỏ ý mời Hoàng Dũng trình bày ca khúc của mình vì thích chất giọng lẫn lối xử lý ca khúc của nam ca sĩ trẻ. Trong một đoạn video hậu trường được đăng tải vào tháng 4 năm 2022, NSND Bạch Tuyết đã tập hát cải lương do nam ca sĩ Hoàng Dũng và bà đã gọi, "[cải lương] ca tiếng Bắc hay và nghe dễ thương lắm".

## Video âm nhạc
Video âm nhạc mở đầu với chất nhạc R&B trẻ trung, giàu cảm xúc về tâm sự của một người con xa quê, mang nhiều nỗi niềm khi chưa có thành tựu trong cuộc sống qua giọng hát của Hoàng Dũng. Ngay sau đó là giọng hát dạt dào cảm xúc theo điệu "Lý con sáo" với tâm tư của người mẹ trông ngóng con trở về trên nền tiếng đàn đặc biệt của NSND Thanh Hải. Ngoài ra, còn có sự góp giọng của rapper 14 Casper.
Video âm nhạc được quay theo phong cách tối giản trong phòng thu, lồng ghép các phân cảnh múa đương đại.

## Đón nhận
Sau 3 ngày ra mắt, video âm nhạc Về nghe mẹ ru đã vươn lên vị trí thứ 2 ở danh mục âm nhạc trên YouTube Việt Nam với hơn 1,2 triệu lượt xem, một thành tựu bất ngờ với dòng nhạc cải lương kén người nghe. Sau một tuần ra mắt, ca khúc đã cán mốc 3 triệu lượt xem và 7.000 bình luận trên YouTube.
Nhà báo Tiểu Tân của tờ Sài Gòn Giải Phóng đã nhận định, ca khúc "là một thể nghiệm âm nhạc độc đáo, táo bạo trong năm 2022, như luồng gió mới mẻ thổi qua làng nhạc Việt cùnng sự kết hợp nhuần nhuyễn giữa nghệ thuật dân tộc với âm nhạc hiện đại". Tờ Thể thao & Văn hóa đã đánh giá ca khúc 8,0/10 cùng lời nhận xét "[Đây] là một sản phẩm thú vị, độc đáo, đáng nghe và các nghệ sĩ góp phần tạo nên sản phẩm này rất đáng được trân trọng". Hà Nội mới đã cho rằng ca khúc đã thổi làn gió mới vào thị trường âm nhạc Việt Nam, khơi dậy niềm yêu thích cải lương cho thế hệ trẻ.
Nghệ sĩ ưu tú Quế Trân nhận định: "Sự kết hợp giữa vọng cổ và rap là trải nghiệm mới, màu sắc mới, thể hiện sự biến hóa không chỉ đối với rap mà còn với bộ môn nghệ thuật cải lương... Nếu có những sự kết hợp phù hợp, rap hoàn toàn dễ nghe, có thể trở thành món ăn mới lạ với khán giả yêu thích cải lương".

## Giải thưởng
| Năm  | Giải thưởng            | Hạng mục                                        | Đề cử cho     | Kết quả   | Ghi chú       |
| ---- | ---------------------- | ----------------------------------------------- | ------------- | --------- | ------------- |
| 2022 | MMA Smarties           | Những sản phẩm có tác động lớn trên mạng xã hội | Về nghe mẹ ru | Giải vàng | [ 8 ]         |
| 2022 | TikTok Awards Việt Nam | Âm nhạc của năm                                 | Về nghe mẹ ru | Đoạt giải | [ 16 ] [ 17 ] |
| 2023 | Làn Sóng Xanh 2022     | Sự kết hợp xuất sắc                             | Về nghe mẹ ru | Đoạt giải | [ 9 ]         |